# 슈탈든
슈탈든(독일어: Stalden [ˈʃtaldn̩][*])은 스위스 발레주 피스프에 있는 자치체이다. 미샤벨회르너와 돔산(4,545m) 기슭에 있다.

## 역사
슈탈든은 Morgi로 1213년에 처음 언급되었다. 1224년에 이곳은 스탈둔(Staldun)으로 언급되었다.

## 지리

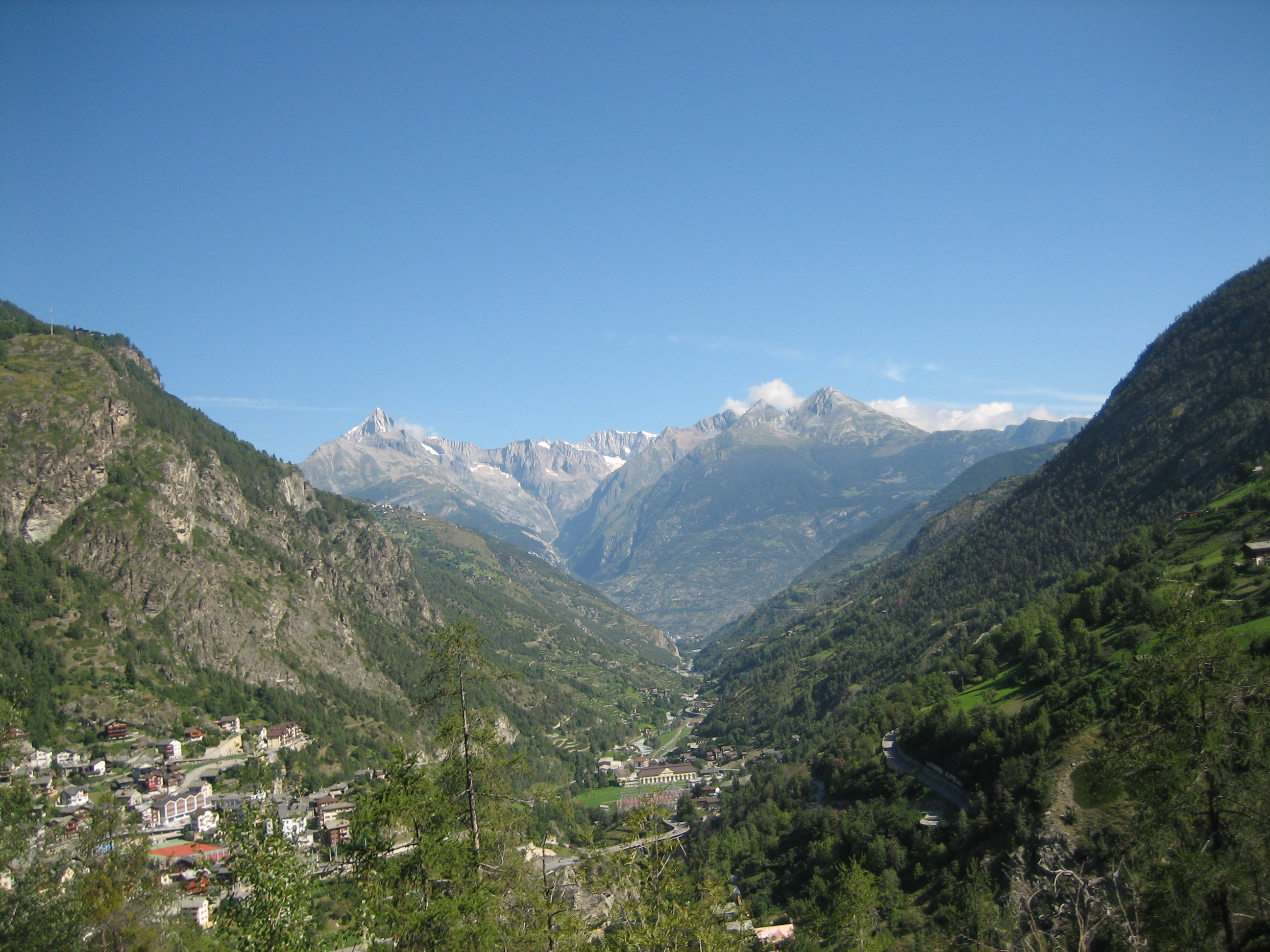
슈탈든의 피스프 계곡

슈탈든의 면적은 2011년 기준으로 10.5k㎡이다. 이 면적 중 10.0%는 농업용으로 사용되며, 71.9%는 산림이다. 나머지 토지 중 6.4%는 정착지(건물 또는 도로)이고, 11.7%는 비생산적인 토지이다.
시정촌은 마터와 자스 계곡의 분기점인 피스프구에 있다. 이전에 독립된 세 개의 마을인 슈탈든 도르프마르크, 쉬네카(1805년 이후) 및 니더루젠(1817년 이후, 현재 노이브뤼크라고 함)으로 구성되어 있다.
알프스 내에 있는 슈탈든 지역은 특히 발레와 스위스에서 가장 건조한 지역으로 아커잔드 기상관측소에서 측정한 연간 강우량이 545mm이다. 이에 비해 로카르노(알프스 남쪽)는 연간 1,897mm의 강우량을 기록했다.

## 인구통계

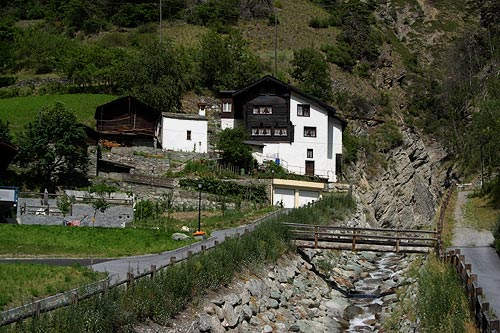
슈탈든의 주택

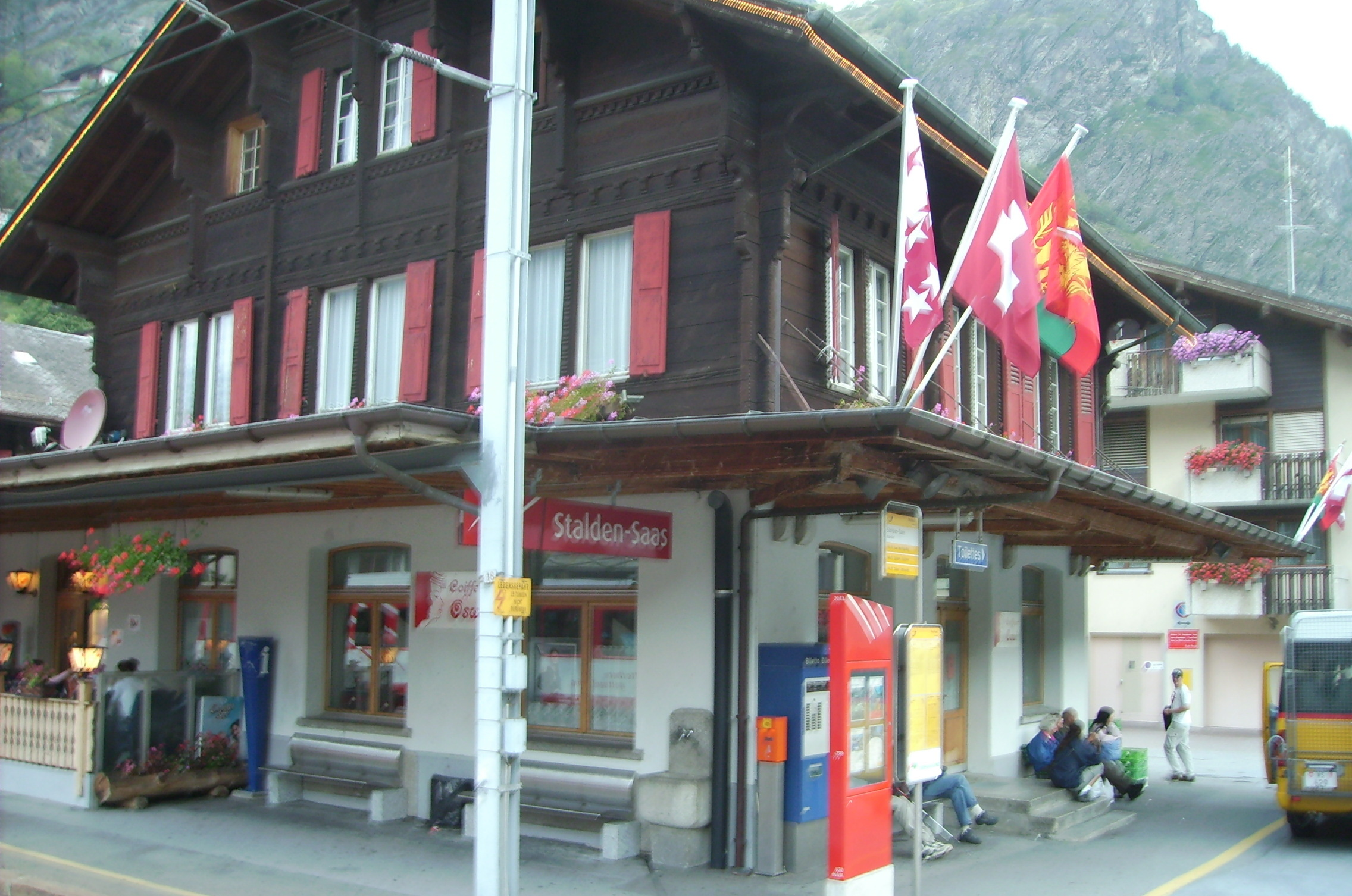
슈탈든의 열차와 버스

2020년 12월 기준, 슈탈든의 인구는 1,052명이다. 2008년 기준으로 인구의 4.2%가 거주 외국인이다. 2000년부터 2010년까지 지난 10년 동안 인구는 -9.8%의 비율로 변화했다. 이주로 인해 -8.9%의 비율로, 출생 및 사망으로 인해 -0.6%의 비율로 변경되었다.
2000년 기준, 대부분의 인구인 1,118명(97.3%)이 독일어를 모국어로 사용하고, 알바니아어가 9명(0.8%)으로 두 번째로 많이 사용되고, 이탈리아어가 7명(0.6%)으로 세 번째로 사용된다. 프랑스어를 구사하는 사람이 6명 있다.
2008년 기준으로 인구는 남성 46.1%, 여성 53.9%이다. 인구는 488명의 스위스 남성(인구의 43.2%)과 33명(2.9%)의 비스위스계 남성으로 구성되었다. 스위스 여성은 581명(51.5%), 비스위스계 여성은 27명(2.4%)이었다. 지자체의 인구 중 728명(약 63.4%)이 슈탈든에서 태어나 2000년에 그곳에서 살았다. 같은 주에서 태어난 300명(26.1%)이 있었고, 46명(4.0%)은 스위스 다른 곳에서 태어났다. 58명(5.0%)가 스위스 밖에서 태어났다.
2000년 기준으로 아동·청소년(0~19세)이 26.7%, 성인(20~64세)이 55.8%, 노인(64세 이상)이 17.5%를 차지하고 있다.
2000년 기준으로 시정촌에는 미혼이며, 독신인 사람이 469명 있다. 기혼자는 583명, 미망인은 71명, 이혼한 사람은 26명이었다.
2000년 기준으로 시정촌에는 432가구이며, 가구당 평균 2.6명이다. 1인 가구는 109가구, 5인 이상 가구는 41가구였다. 2000 년에는 총 406채(전체의 77.0%)가 상설 임대되었고, 76채(14.4%)는 계절적 임대, 45채(8.5%)는 비어 있었다. 2010년 시정촌 공실률은 1.11%였다.
역사적 인구는 다음 차트에 나와 있다.

## 국가중요문화재

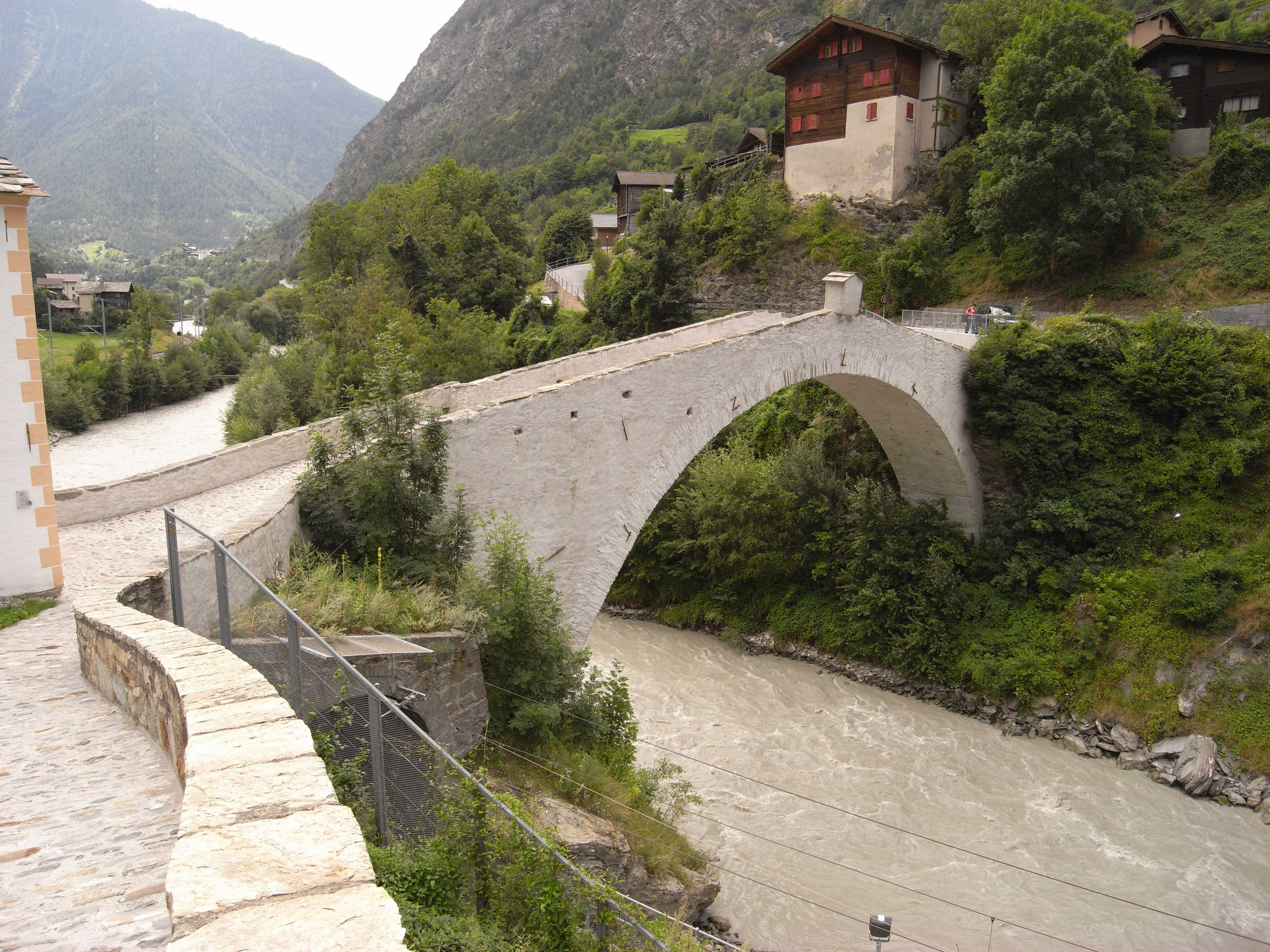
슈탈든의 다리

마터피스파 위의 킨브뤼케(다리)와 길가의 신전은 국가적으로 중요한 스위스 문화 유산으로 지정되어 있다. 슈탈든 마을과 노이브뤼크 지역은 모두 스위스 유산 목록의 일부이다.

## 정치
2007년 연방 선거에서 가장 인기 있는 정당은 70.37%의 득표율을 기록한 CVP였다. 다음으로 가장 인기 있는 세 정당은 SVP (20.55%), SP (5.66%) 및 FDP (1.89%)였다. 연방 선거는 총 561표를 던졌고, 투표율은 62.4%였다.
2009년 국무원 선거에서 총 629표가 투표되었으며, 그중 37표(약 5.9%)가 무효였다. 유권자 참여율은 70.4%로 주 평균인 54.67%를 훨씬 웃돌았다. 2007년 스위스 상원 선거에서 총 552표가 투표되었으며, 그중 16표(약 2.9%)가 무효였다. 투표율은 62.1%로 주 평균 59.88%와 비슷한 수준이다.

## 경제
2010년 현재 슈탈든의 실업률은 1.2%이다. 2008년 기준으로 1차 경제 부문에 39명이 고용되어 있으며, 이 부문에 약 18개 기업이 참여하고 있다. 95명이 2차 부문에 고용되었고, 이 부문에 17개의 기업이 있었다. 218명이 3차 부문에 고용되었으며, 이 부문에는 38개의 기업이 있다. 시정촌 주민은 501명으로 일정 정도 고용되었으며, 그중 여성이 전체 노동력의 40.5%를 차지하였다.
2008년에 정규직에 상응하는 총 일자리 수는 278개였다. 1차 부문의 일자리 수는 14개였으며, 모두 농업에 있었다. 2차 부문의 일자리 수는 90개로 그중 34개(37.8%)가 제조업, 30개(33.3%)가 건설업이었다. 3차 부문의 일자리 수는 174개였다. 3차 부문의 경우; 63개(36.2%)는 도소매 또는 자동차 수리업, 40개(23.0%)는 상품 이동 및 보관, 23개(13.2%)는 호텔 또는 레스토랑, 1은 정보 산업, 7개(4.0%)는 보험 또는 금융 산업, 6개(3.4%)는 기술 전문가 또는 과학자, 15개(8.6%)는 교육, 9개(5.2%)는 의료 분야였다.
2000년 기준으로 시정촌으로 출퇴근하는 근로자는 151명, 출퇴근 근로자는 324명이었다. 지자체는 근로자의 순수출 지차체이며, 들어오는 1명당 약 2.1명의 근로자가 지자체를 떠나고 있다. 슈탈든에 들어오는 인력의 약 6.6%가 스위스 외부에서 왔다. 근로 인구의 27.9%는 출퇴근을 위해 대중교통을 이용했고, 50.7%는 자가용을 이용했다.

## 종교

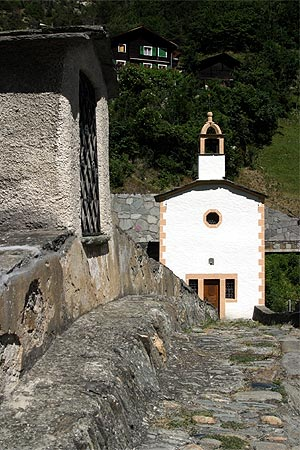
교량과 길 측면의 예배당과 마을 교회

2000년 인구 조사에 따르면 1,076명(93.6%)이 로마 가톨릭 신자이고, 14명(1.2%)이 스위스 개혁 교회에 속해 있다. 나머지 인구 중 정교회 교인은 4명 (약 0.35%)이었다. 이슬람교는 18명(1.57%)이었다. 5명(0.44%)은 교회에 속하지 않았고, 불가지론자 또는 무신론자였으며, 32명(2.79%)이 질문에 대답하지 않았다.

## 교육
슈탈든에서는 인구의 약 398명(34.6%)이 비필수 고등 중등 교육을 이수했으며, 65명(5.7%)이 추가 고등교육(대학 또는 응용학문대학)을 마쳤다. 고등 교육을 이수한 65명 중 87.7%가 스위스 남성, 7.7%가 스위스 여성이었다.
2010-2011학년도 동안 슈탈든(VS) 학교 시스템에는 총 174명의 학생이 있었다. 발레주의 교육 시스템은 어린 아이들이 1년 동안 의무가 아닌 유치원에 다닐 수 있도록 허용한다. 그 학년도에는 1개의 유치원 학급(KG1 또는 KG2)과 12명의 유치원생이 있었다. 주의 학교 시스템은 학생들이 6년 동안 초등학교에 다닐 것을 요구한다. 슈탈든(VS)에는 초등학교에 총 4개의 학급과 72명의 학생이 있었다. 중등 학교이 프로그램은 3년의 낮은 의무 교육(오리엔테이션 수업)과 3~5년의 선택적인 고급 학교로 구성된다. 슈탈든(VS)에서 학교에 다니는 중학생은 102명이었다. 모든 고학년 학생들은 다른 지자체의 학교에 다녔다.
2000년 기준으로 슈탈든에는 타 지자체에서 온 학생이 75명, 시외 학교에 다니는 주민은 40명이다.

## 교통

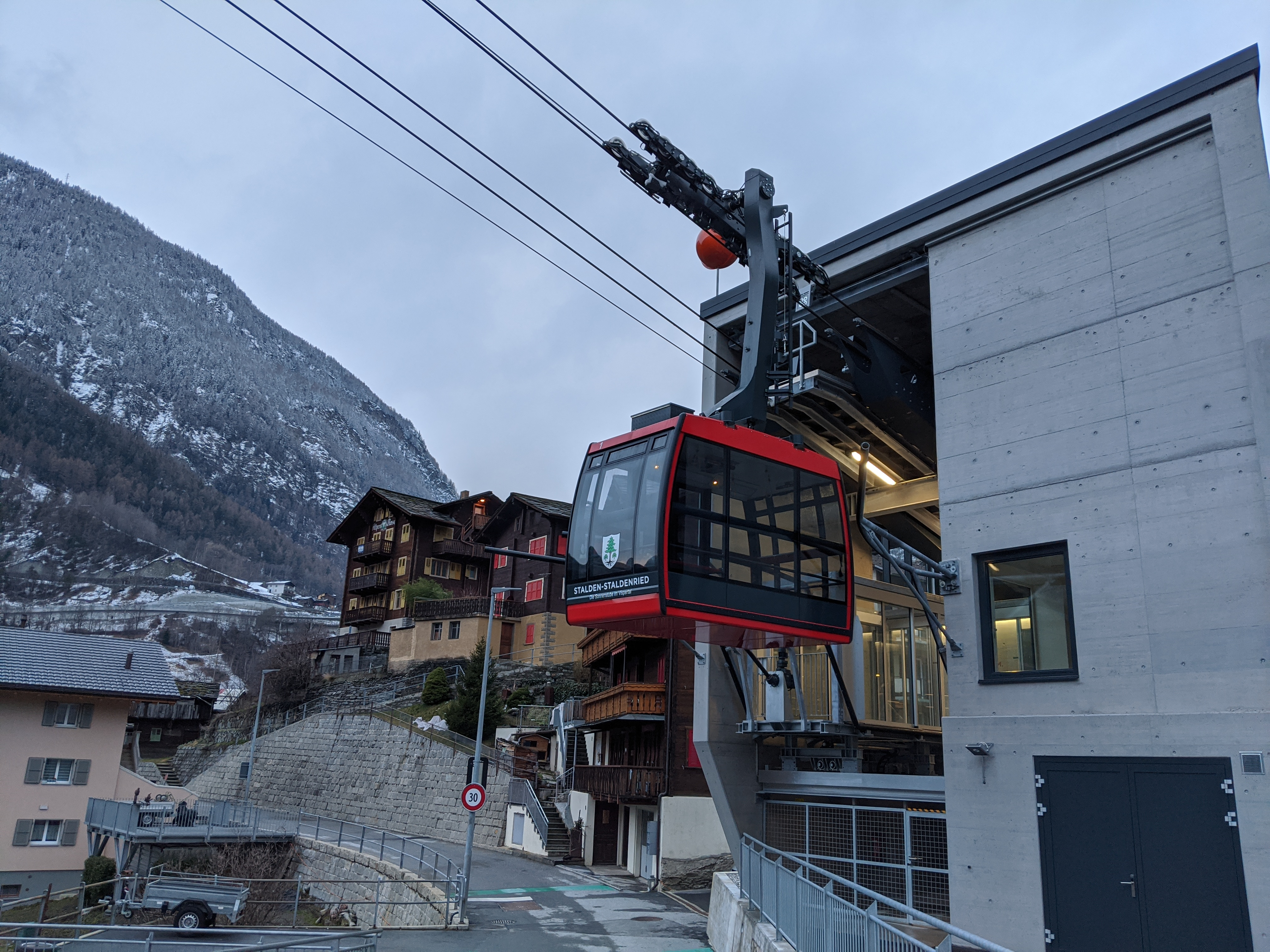
루프트자일반 슈탈든-슈탈든리트

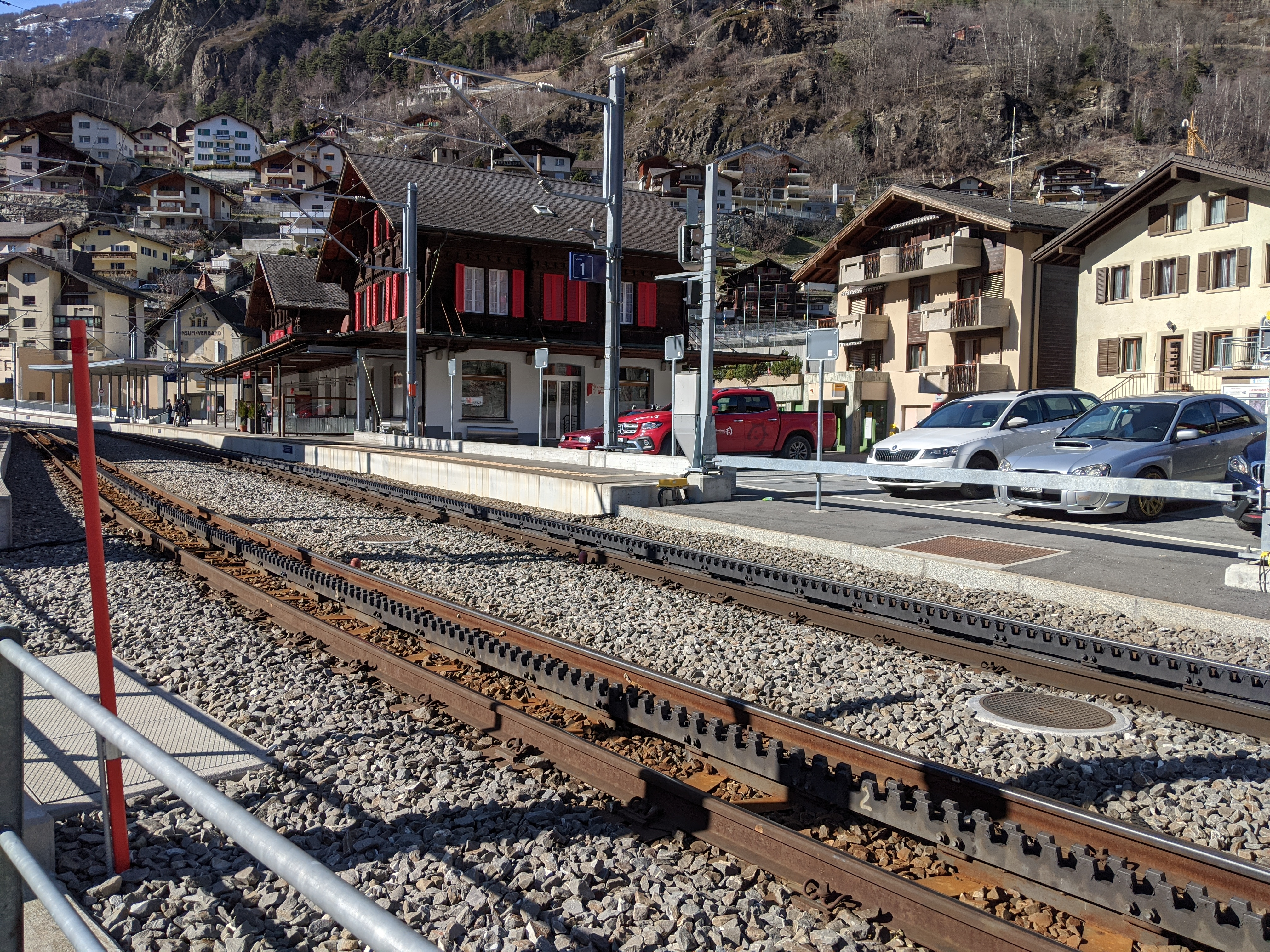
슈탈든-자스역

슈탈든은 허브이자 지역 중심지이며, 피스프에서 체르마트까지 노선을 운행하는 마터호른 고트하르트 철도가 역을 유지하고 있다. 포스트버스는 슈탈든 - 퇴르벨 - 츠니부(겨울에는 여름에는 무스알프까지 ) 및 브리크 - 피스프 - 사스페 노선을 제공한다. 2구간 모형 공중 케이블카는 슈탈든리트와 그스폰 마을로 이어진다. 슈탈든은 주에서 관리하는 주요 도로 212 피스프-사스페, 주요 도로 213 슈탈든- 테쉬에 있다. 일라스교 직후에 시작된다. 이 마을은 2024년까지 우회된다. 270미터 길이의 치네가 다리가 건설되어 있다.
슈탈든-자스역은 지역 철도로만 운행되는 1,000mm 미터궤 브리크-체르마트선 노선 상에 있으며, 주로 30분 간격으로 운행한다.